# Motor Storm RC
『MotorStorm RC〜モーターストームRC〜』は、ソニー・コンピュータエンタテインメントが2012年3月29日に日本で発売したPlayStation 3・PlayStation Vita用レースゲーム。開発および発売元はイギリスのEvolution Studios。
シリーズで初めてラジコンカーを使用した作品である。シリーズ恒例のブーストが廃止されている、視点が上からになっているなどの差違が見られる。

## 収録コース
- Monument Valley
- Arctic Edge
- Pacific Rift

## 車種
車種はラリーカー、レーシングトラック、バギー、スーパーカーなどの8種がある。
- ラリーカー
- レーシングトラック - 全体的にバランスの取れたマシン。最高速度が低いという弱点があるが,それ以外はほぼ万能。
- バギー - 険しい道には最適のRCカー。ただし、加速しながらのハンドリングがよすぎるというデメリットもある。
- スーパーカー
- ビッグリグ - 登場するRCの中で最大のサイズを誇るRCカー。最もバランスが取れており、初心者向け。
- スーパーミニ
- モンスタートラック
- マッスルカー